# 宮前町 (桐生市)
宮前町（みやまえちょう）は、群馬県桐生市の町名。現行行政地名は宮前町一丁目から宮前町二丁目。

## 地理
桐生市の中部に位置する。末広町・堤町・巴町・元宿町とともに桐生市第八区に属する。郵便番号は376-0046
東北部は小曽根町に、東部は山手通りを境として永楽町に、東南部は末広町に、南部から西南部にかけてJR両毛線・わたらせ渓谷線を境として巴町・元宿町に、西部から北部にかけて堤町にそれぞれ接する。
町内南部をJR両毛線・わたらせ渓谷鐵道が、町内北部を上毛電気鉄道が走っており、鉄道路線に挟まれるようにして群馬県道3号前橋大間々桐生線が通じている。
堤町の白髭神社に近い西側の街区が一丁目、東側の街区が二丁目となっている。上毛線西桐生駅の所在地であり、末広町の両毛線桐生駅にも近いため、ホテルや旅館など宿泊施設がある。

## 歴史
かつての本宿村の一部にあたる。1873年（明治6年）に、今泉村、堤村、本宿村、村松村が合併して安楽土村となる。
1889年（明治22年）の町村制施行により、桐生新町、新宿村、安楽土村、下久方村、上久方村平井が合併して桐生町が発足、安楽土村は桐生町の大字の一つとなる。1921年（大正10年）の市制施行を経て、1929年（昭和4年）に大字が廃止され現在の町名である「宮前町」となった。

## 世帯数と人口
2022年（令和4年）1月31日現在の世帯数と人口は以下の通りである。
| 丁目         | 世帯数  | 人口  |
| ------------ | ------- | ----- |
| 宮前町一丁目 | 183世帯 | 319人 |
| 宮前町二丁目 | 234世帯 | 412人 |
| 計           | 417世帯 | 731人 |

## 小・中学校の学区
市立小・中学校に通う場合、学区は以下の通りとなる。
| 丁目         | 番地 | 小学校           | 中学校             |
| ------------ | ---- | ---------------- | ------------------ |
| 宮前町一丁目 | 全域 | 桐生市立西小学校 | 桐生市立中央中学校 |
| 宮前町二丁目 | 全域 | 桐生市立西小学校 | 桐生市立中央中学校 |

## 交通

### 鉄道
- 上毛電鉄上毛線 - 西桐生駅
- JR東日本両毛線 - 町内に駅はないが最寄り駅として桐生駅が利用できる。

### 道路
- 群馬県道3号前橋大間々桐生線
- 群馬県道351号西桐生停車場線

## 施設
- 桐生警察署駅前交番
- 桐生信用金庫西支店
- 花月旅館

## 避難所
町内に桐生市から指定された指定緊急避難場所、指定避難所はない。